# Паолетта, Марсела
 Марсела Хулия Паолетта  (исп. Marcela Julia Paoletta) (род. 18 января 1979, Буэнос-Айрес, Аргентина) — аргентинская баскетболистка, выступавшая в амплуа разыгрывающего защитника. Неоднократный призёр многих международных соревнований в составе сборной Аргентины. Трёхкратный участник чемпионата мира (2002, 2006, 2010). Многократный чемпион Аргентины в составе «Велес Сарсфилд».